# Albrecht Prinz von Croy
Albrecht Alexander Prinz von Croy (født 1959 i Mülheim an der Ruhr, Nordrhein-Westfalen) er en tysk journalist og avismand. Han har været administrerende redaktør for Handelsblatt siden 1. august 2003.
Han tilhører den kendte adelsfamilie Croÿ, og arbejdede for Frankfurter Allgemeine Zeitung fra 1989 indtil han medgrundlagde TELEBÖRSE i 1999. I 2002 blev han ansat på chefredaktionen i DMEuro i Frankfurt.